# آنول پلنگی
آنول پلنگی (نام علمی: Anolis marmoratus) نام یک گونه از سرده آنول است. زیستگاه این حیوان جزایر گوادلوپ است.